# Karancslapujtő
Karancslapujtő (szlovákul: Lapujtov) község Nógrád vármegyében, a Salgótarjáni járásban.

## Fekvése és megközelítése
Karancslapujtő a vármegye északi részében, a Dobroda-patak völgyében található. Kizárólag közúton közelíthető meg. A falutól északkeletre emelkedik a 725 méter magas Karancs. A Novohrad-Nógrád UNESCO Globális Geopark települése.
A megyeszékhelytől, Salgótarjántól légvonalban 9 kilométerre északnyugatra fekszik, ahonnan autóval a Litkére vezető, a Karancs lábánál futó 2206-os úton közelíthető meg. A szomszédos települések északon Karancsberény, nyugaton Karancskeszi, délen Etes, délkeleten pedig Karancsalja, rajtuk kívül Karancslapujtő közigazgatási területe keleten határos Salgótarjánnal is.
Az említett települések közül Karancsberény csak innen érhető el, a 2206-os útból (Litke felől számítva) annak 12+800-as kilométerszelvényénél kiágazó 22 111-es úton (települési neve Petőfi út).

## Története
Karancslapujtő (Lapujtő) és környéke már a honfoglalás korában is lakott volt, ezt bizonyítják az itt talált régészeti leletek is.
Nevét 1303-ban említették először az oklevelekben Bocsár néven.
Karancslapujtő több település egyesülésével jött létre. Előbb Mikófalva, Lapujtő és Bocsár vált egy községgé Lapujtő néven, majd 1927-ben Karancsapátfalva csatlakozásával létrejött Bocsárlapujtő, melynek nevét 1956-ban Karancslapujtőre változtatták. A település 1990-ig viselte a nagyközségi címet. A községhez tartozik Baksaháza, Kisbaksaháza, Bobonyér, Vízvölgy és Zsodánypuszta.
Az első írásos emlék a községről 1303-ból származik, de a falu határában talált honfoglalás kori sírleletek régebbi letelepedésre engednek következtetni. A X. századból származó, nemzetségfői rangra utaló fémveretek és fegyverek mellett a legértékesebb lelet egy férfi díszöv volt. A Magyar Nemzeti Bank a honfoglalás millenniuma alkalmából emlékérmet bocsátott ki a „Karancslapujtőn talált övveret” motívummal.
A település jelentős műemléki épületei a Magyarok Nagyasszonya tiszteletére 1899-ben emelt új neoromán stílusú katolikus templom, illetve az 1820-ban felszentelt evangélikus templom. Ez utóbbi mellett áll egy négyzet alaprajzú, sátortetővel fedett, fából készült harangláb.
Rendkívüli történelmi és vallási emlék a Karancshegyi Szt. (Boldog) Margit – kápolna, melynek keletkezését titok fedi. Maga a Kápolna-hegy a bronzkorban erődítményként szolgált. A hagyományok szerint a kápolnát IV. Béla király lánya építtette, mert itt talált menedéket a tatárok elől. A kápolna búcsújáró hely volt és remete is lakott itt. Az épület romjainak helyén 1990-91-ben Szőllős Géza karancsaljai lakos kezdeményezésére épült újjá a kápolna, majd 2007-ben került sor a felújítására. A megújult kápolnát Dr. Beer Miklós váci megyés püspök szentelte fel július 1-jén. A községben sok kisebb egyházi jellegű műemlék is található.
A község sokáig a Mocsáry nemzetség tulajdona volt, ennek emlékét őrzi a településen fennmaradt két kúria. A 19. század elején (1820) épült a klasszicista Mocsáry-Papp Szász-kúria, melyben ma a 60 éves fennállását ünneplő Kastélykert Óvoda található. A szomszéd telken áll az 1749 körül, eredetileg barokk stílusban épült Mocsáry-kastély, melyet a 19. század elején klasszicista stílusban átépítettek. Ebben a műemlékké nyilvánított épületben élt és dolgozott Mocsáry Antal, Nógrád vármegye első, magyar nyelven írt monográfiájának szerzője. A jeles polihisztor nevét viseli a községben működő Körzeti Általános Iskola, amely 2006-ban ünnepelte fennállásának 75. évfordulóját. Az intézményben, melyben jelenleg közel 600 gyermek tanul, 1989-től az Értékközvetítő és képességfejlesztő (ÉKP) program szerint folyik a tanítás.
1930-ban szervezték meg a községben a tűzoltó egyesületet, 1934-ben gyűjtést kezdtek az I. világháborúban elesettek emlékművére, de felépítésére nem került sor. A község kulturális fejlődését dokumentálja több társadalmi és kultúrszervezet megalakítása – 1935-ben alakult meg a Női Egylet, katolikus leánykör, az evangélikus leánycsoport, a „Hangya” asszonycsoport.
A község lakosai közül sokan dolgoztak az iparban, főleg a bányászatban. 1938-ban a község bányász szakszervezetei csoportot alakítottak, s még ebben az évben felszentelték a községi leventezászlót. 1939-ben felépítették az egészségház épületét. 1945-től működik a sportegyesület a községben.
1956-ban elkezdték a kultúrotthon építését, melyben helyet kapott a községi könyvtár is. 1960-ban Karancslapujtő újra központi község lett. Az 1964-68-as években gimnázium működött a településen. 1967-ben átépítették és kibővítették az óvoda épületét, 1969-ben megalakult a Kaláris asszonykórus népi együttes. Ugyanebben az évben épült fel a községi hivatal épülete, 1975-ben pedig az ABC áruház és az új gyógyszertár. Ekkor alapították meg a Karancs MGTSZ-t, 1976-ban pedig a Karancskeszi és Vidéke Takarékszövetkezet helyi kirendeltségét. Az 1979-81-es években fektették le a községi vízvezeték-hálózatot. 1980-ban kezdte meg működését a Ropi-üzem.
1992-ben épült fel az orvosi rendelő, 1993-ban a ROOL benzinkút. 1996-ban átadták a digitális telefonközpontot. Ettől az évtől kezdte meg működését a Karancsföld Kht., mely a szociálisan hátrányos helyzetű lakosság részére biztosítja a mezőgazdasági munkavégzés kedvezményes feltételeit.
1997-ben megtörtént a gázvezetékek üzembehelyezése, majd 1998-ban a szennyvízcsatorna-hálózat is átadásra került.
A falu központi részében, a két kúria között csaknem két hektárnyi park terül el, amely természetvédelmi terület volt. Itt áll a „Hősök és áldozatok emlékműve”, melyet az 1960-ban állított eredeti emlékműből alakítottak ki. 2007-ben megújult a szökőkút is. A Művelődési Ház melletti teret, ahonnan a Községi Könyvtár is nyílik, egy – a kezében földgömböt tartó ülő női – szobor díszíti.
A Községháza előtt füves, kerek dombon áll a Szabó Noémi által készített millenniumi emlékmű, melyet a „Karancslapujtőért” Alapítvány és az önkormányzat állíttatott 2000-ben.
A 20. század elején Nógrád vármegye Salgótarjáni járásához tartozott.
Az 1910-ben végzett népszámláláskor Lapujtő-nek 1395 lakosa volt, melyből 1386 magyar volt. Ebből 1168 római katolikus, 198 evangélikus, 25 izraelita volt.

## Közélete

### Polgármesterei
- 1990–1994: Morgenstern Ferenc (SZDSZ-FKgP-VP)[3]
- 1994–1998: Morgenstern Ferenc (független)[4]
- 1998–2002: Morgenstern Ferenc (független)[5]
- 2002–2006: Morgenstern Ferenc (független)[6]
- 2006–2010: Morgenstern Ferenc (független)[7]
- 2010–2014: Somoskői Tibor (független)[8]
- 2014–2016: Somoskői Tibor (független)[9]
- 2016–2019: Baksa Sándor (független)[10]
- 2019–2024: Baksa Sándor (független)[11]
- 2024– : Baksa Sándor (Fidesz-KDNP)[1]

A településen 2016. május 8-án időközi polgármester-választást tartottak, az előző polgármester lemondása miatt.

## Népesség
A településen 2930 ember él. A lakosság közel 30%-a cigány származású.
A lakosok közül sokan dolgoztak az iparban, főleg a bányászatban. Bár a térségben nem a legmegfelelőbb a termőföld minősége, a falu a mai napig megőrizte mezőgazdasági jellegét. A keresőképes lakosság 30%-a munkanélkülivé vált, és 200 fő részesül aktív korú nem foglalkoztatottak rendszeres szociális segélyében.
A községben korlátozott a munkavállalási lehetőség, a lakosság nagy része ma is ingázó életmódot folytat.
A település népességének változása:
| Lakosok száma | 2651 | 2595 | 2599 | 2362 | 2371 | 2400 | 2419 |
|               | 2013 | 2014 | 2015 | 2021 | 2022 | 2023 | 2024 |

2001-ben a település lakosságának 94%-a magyar, 6%-a cigány nemzetiségűnek vallotta magát.
A 2011-es népszámlálás során a lakosok 89,4%-a magyarnak, 5,4% cigánynak, 0,3% németnek, 0,2% szlováknak mondta magát (10,6% nem nyilatkozott; a kettős identitások miatt a végösszeg nagyobb lehet 100%-nál). A vallási megoszlás a következő volt: római katolikus 55,9%, református 0,6%, evangélikus 2,4%, görögkatolikus 0,2%, felekezeten kívüli 16,7% (22,5% nem nyilatkozott).
2022-ben a lakosság 92,8%-a vallotta magát magyarnak, 3,8% cigánynak, 0,3% németnek, 0,1-0,1% szlováknak és románnak, 1,6% egyéb, nem hazai nemzetiségűnek (7,1% nem nyilatkozott; a kettős identitások miatt a végösszeg nagyobb lehet 100%-nál). Vallásuk szerint 47,9% volt római katolikus, 1,6% evangélikus, 0,8% református, 0,1% görög katolikus, 2,1% egyéb keresztény, 0,8% egyéb katolikus, 11,9% felekezeten kívüli (34,7% nem válaszolt).

## Híres emberek
- Mocsáry Antal (Bozók, 1757. szeptember 18. – Lapujtő, 1832. május 24.) író, költő monográfus itt élt és 1832. május 24-én itt halt meg a településen. Ő készítette el 1826-ban Nógrád vármegye első monográfiáját. Sírja a község temetőjében található.
- Mocsáry Ödön (1900–1959) földbirtokos itt született és itteni birtokain gazdálkodott a második világháború éveiig.
- Oláh Gergő (Karancslapujtő, 1988. november 26. –) énekes, zenész, 2012-ben az X-Faktor győztese.[16]
- Kakuk József (Baglyasalja, 1893. március 19. – Bocsárlapujtő, 1940. március 15.) bányászmunkás, párttitkár.
- Paulik Krisztina, aki 2016-ban 100%-os eredménnyel nyerte meg a Simonyi Zsigmond helyesírási verseny Kárpát-medencei döntőjét[17]

## Nevezetességei
- Mocsáry-kastély, 1740-ben épült klasszicista épület[18]
- Mocsáry-kastély parkja
- Mocsáry-Papp-Szász-kúria
- Millenniumi emlékjel
- Római katolikus templom (Magyarok Nagyasszonya)
- Tájház

## Kultúra
- Művelődési Otthon
- Dobroda Zenekar
- Karancs Táncegyüttes
- Kaláris Asszonykórus